# Kościół Ofiarowania Najświętszej Maryi Panny w Ostrołęce nad Pilicą
Kościół Ofiarowania Najświętszej Maryi Panny – rzymskokatolicki kościół parafialny należący do dekanatu wareckiego archidiecezji warszawskiej.
Obecna świątynia murowana, została wzniesiona w latach 1960–1962 według projektu Czesława Duchnowskiego,
dzięki staraniom księdza Mariana Pełki, dziejopisa parafii. Poprzedni murowany kościół został zniszczony w 1944 roku podczas walk na przyczółku warecko-magnuszewskim. Z dawnej świątyni ocalały: srebrna barokowa monstrancja oraz kielichy – barokowy wykonany w 1651 roku i rokokowy wykonany w 1757 roku.